# Brunswick Records
Brunswick Records is een in 1887 in de Verenigde Staten opgericht platenlabel.

## Geschiedenis
De firma kende haar oorsprong nog als dochteronderneming van de Brunswick-Balke-Collender Company, later Brunswick Corporation, een fabrikant van voornamelijk sporttoebehoren. Deze firma begon in 1916 vervolgens met de productie van fonografen, voordat ze met de commercialisering van hun eerste opnamen begon. Deze werden slechts in kleine aantallen gepubliceerd en uitsluitend verkocht in Canada.
In januari 1920 werd een nieuwe editie van Brunswick Records ingevoerd in de Verenigde Staten en Canada. Het moederbedrijf vercommercialiseerde de firma zeer intensief en zo werd het bedrijf in slechts enkele jaren tot een van de grootste labels van de Verenigde Staten. In 1925 nam Brunswick Vocalion Records over, dat in het bijzonder door zijn blues- en jazzopnamen bekend was. Samen met de Victor Talking Machine Company en Columbia Records telde Brunswick Records tot de zogenaamde Big Three van de platenbusiness.
Brunswick publiceerde tijdens de jaren 1920 bijna alle bestaande muziekstijlen. Naast jazzartiesten als Al Jolson, Isham Jones, Ben Bernie en Abe Lyman had men ook klassieke orkesten als het New York String Quartet, het Cleveland Orchestra en het New York Philharmonic onder contract. Ook folk- en old-time-muzikanten als Frank Ferera, Buell Kazee, Dock Boggs, Mac & Bob, Vernon Delhart, Lowe Stokes en Hoke Rice namen platen op voor Brunswick Records. Minder succesvol was het label in de blues, hoewel elke andere firma tijdens deze periode de zogenaamde race records liet opnemen, die speciaal toewerkten naar de Afro-Amerikaanse markt. Een van de weinige zwarte bands waren Andrew & Jim Baxter.
In 1926 tekende de Duitse Polyphonwerke AG een contract met Brunswick Records over de uitwisseling van vergunningen en matrijzen. Daaropvolgend verschenen in Duitsland platen van vooral Amerikaanse jazzmuziek onder het handelsmerk Brunswick-Balke, Brunswick-Balcolco en Brunswick-Ba-Co. Het Duitse patentbureau verwierp het woord Brunswick zonder toevoeging tot 1930, omdat de naam van een stad vrij beschikbaar moest zijn. Pas dan werd het label goedgekeurd. 
In april 1930 verkocht de Brunswick Corporation de firma Brunswick Records aan Warner Brothers, die hoopten om met de firma de overgang naar de geluidsfilm beter te kunnen verwerken. Onder Warner Brothers werd een reeks bekende artiesten gecontracteerd, waaronder Noah Beery, Charles King, J. Harold Murray, The Mills Brothers en Bing Crosby, die spoedig de grootste ster van het label werd.
Wegens technische problemen en de teruglopende verkoopcijfers ten gevolge van de depressie werd Brunswick Records in december 1931 verhuurd aan de American Record Corporation (ARC). De cijfers werden er niet beter op en aldus zag het bedrijf zich genoodzaakt, de failliete Britse dochter Brunswick Limited te verkopen aan Decca Records.
In 1939 werd ARC overgenomen door het bekende mediaconcern CBS, die de productie van het Brunswick label in 1940 beëindigde. Dit en niet conform de pachtovereenkomst verlopende verkoopcijfers leidden tot de ontbinding van de huurovereenkomst tussen Warner Brothers en ARC resp. CBS. Daaropvolgend werd het label verkocht aan het Amerikaanse Decca Records, waarbij Warner Brothers ook was betrokken.
In 1944 blies Decca het Brunswick label weer nieuw leven in, voornamelijk door heruitgaven van vroegere successen, in het bijzonder hits van Bing Crosby en jazzmuziek uit de jaren 1920. Omdat het Amerikaanse Decca Records slechts de naamrechten aan Decca in zijn bezit had, publiceerde men na de Tweede Wereldoorlog buiten de Verenigde Staten onder de labels Brunswick Records. Vanaf 1962 werd de Amerikaanse Decca Records Inc. een divisie van MCA Inc., die in 1968 de labels Brunswick Records en Coral Records onder het nieuwe label MCA Records verenigde.

## Artiesten
Noemenswaardige artiesten, die bij Brunswick Records tussen 1916 en 1940 onder contract stonden, zijn:
- Bing Crosby
- Buell Kazee
- Wendell Hall
- Hoke Rice
- Duke Ellington
- A.A. Gray
- Vernon Dalhart
- Louis Armstrong
- Lowe Stokes
- Teddy Wilson

Voorts speelde Brunswick tijdens de jaren 1950 een vooraanstaande rol in de rock-'n-roll. Enkele artiesten waren:
- Buddy Holly
- Billy Lee Riley
- Wayne Walker
- Jackie Wilson
- Little Richard
- LaVern Baker